# Katarzyna Zillmann

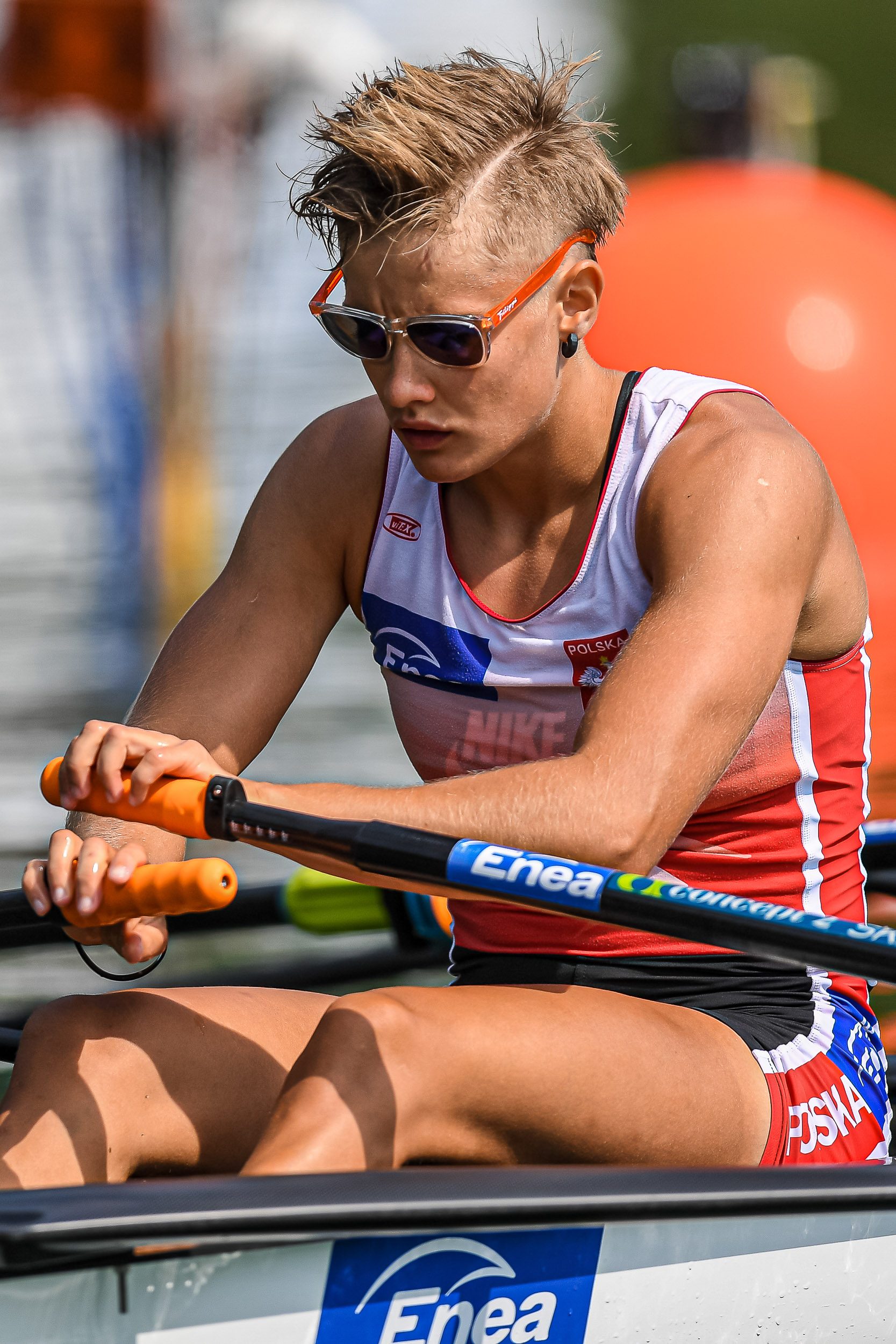
Katarzyna Zillmann, 2019

Katarzyna Zillmann (* 26. Juli 1995) ist eine polnische Ruderin. Sie gewann 2021 eine olympische Silbermedaille.

## Sportliche Karriere
Katarzyna Zillmann begann 2009 mit dem Rudersport. 2012 belegte sie mit dem polnischen Vierer ohne Steuerfrau den achten Platz bei den Junioren-Weltmeisterschaften, 2013 erreichte sie in der gleichen Bootsklasse den vierten Platz. 2014 belegte sie mit dem Achter den sechsten Platz bei den U23-Weltmeisterschaften. 2015 gewann der polnische Doppelvierer mit Olga Michalkiewicz, Marta Wieliczko, Krystyna Lemanczyk und Katarzyna Zillmann den Titel bei den U23-Weltmeisterschaften, diesen Erfolg konnten die vier Polinnen bei den U23-Weltmeisterschaften 2016 wiederholen.
Im neuen Olympiazyklus ruderten Zillmann und Wieliczko im polnischen Doppelvierer in der Erwachsenenklasse. Das Quartett aus Agnieszka Kobus, Marta Wieliczko, Maria Springwald und Katarzyna Zillmann dominierte den Ruder-Weltcup 2017 mit drei Einzelsiegen, belegte bei den Europameisterschaften jedoch nur den vierten Rang. Zum Abschluss der Saison gelang hinter der niederländischen Auswahl der Gewinn der Silbermedaille bei den Weltmeisterschaften in Florida. 2018 gewann der polnische Doppelvierer in der gleichen Besetzung wie im Vorjahr den Titel bei den Europameisterschaften in Glasgow. Anderthalb Monate später gewann der polnische Doppelvierer auch den Titel bei den Weltmeisterschaften in Plowdiw. 2019 belegte der polnische Doppelvierer den vierten Platz bei den Europameisterschaften in Luzern. Drei Monate später siegten bei den Weltmeisterschaften in Linz die Chinesinnen vor den polnischen Titelverteidigerinnen. 2020 trat der polnische Doppelvierer in der Besetzung Katarzyna Boruch, Marta Wieliczko, Agnieszka Kobus-Zawojska und Katarzyna Zillmann an. Bei den Europameisterschaften in Posen gewannen die Polinnen die Bronzemedaille hinter den Booten aus den Niederlanden und aus Deutschland. Bei den Olympischen Spielen in Tokio belegte der polnische Doppelvierer in der Besetzung Agnieszka Kobus-Zawojska, Marta Wieliczko, Maria Sajdak und Katarzyna Zillmann sowohl im Vorlauf als auch im Finale den zweiten Platz hinter den Chinesinnen.